# Sandra Prinsloo
Sandra Prinsloo (sinh ngày 15 tháng 9 năm 1947), còn được gọi là Sandra Prinzlow, là một nữ diễn viên Nam Phi nổi tiếng quốc tế với vai diễn Kate Thompson trong bộ phim năm 1980 The Gods Must Be Crazy. Prinsloo cũng đã xuất hiện trong nhiều tác phẩm truyền hình, phim và sân khấu Nam Phi.

## Cuộc sống và sự nghiệp ban đầu
Prinsloo đã tuyên bố rằng cô không bao giờ mong muốn trở thành một nữ diễn viên.
Tôi là một vũ công ba lê từ khi còn rất nhỏ và tôi nhớ rằng thỉnh thoảng tôi đã mở nhà hát Breytenbach ở Pretoria khi tôi còn học trung học. Đó là lần đầu tiên tôi tiếp xúc với diễn xuất trên sân khấu chuyên nghiệp, nhưng tôi chưa bao giờ nghĩ mình là một nữ diễn viên.... Tôi nghĩ rằng tôi đã quá nhút nhát trong những ngày đó để nghĩ rằng tôi có thể là một nữ diễn viên. Vì vậy, nó không giống như tôi có niềm đam mê cháy bỏng lớn để trở thành một nữ diễn viên, không phải vậy. Tôi thích một cuộc sống học tập, theo một cách nào đó. Khi tôi đi học đại học, tôi đã nghĩ rằng đó sẽ là những gì tôi sẽ làm.
Prinsloo trúng tuyển từ Afrikaanse Hoër Meisieskool và sau đó hoàn thành bằng B.A. danh dự trong phim truyền hình tại Đại học Pretoria. Ngay sau đó, cô trở thành thành viên của công ty diễn xuất Transvaal của Hội đồng biểu diễn nghệ thuật. Một đêm nọ chúng tôi đang biểu diễn và như thể có điều gì đó hoàn toàn kỳ diệu đã xảy ra. Như thể một tấm lưới vàng đã bị ném xuống. Mọi thứ thật kỳ diệu vào tối hôm đó và mọi người đều cảm thấy điều đó trong dàn diễn viên... Đó là một điều gì đó mê hoặc xảy ra trong quá trình trao đổi năng lượng giữa khán giả và các diễn viên.
Prinsloo đã nói rằng sau đêm đó, cô nhận ra rằng diễn xuất là sở trường của mình.

## Điện ảnh
Ngoài vai diễn nổi tiếng trong Đến Thượng đế cũng phải cười, Prinsloo còn có những vai chính trong Target of a Assassin (1979), Quest for Love (1988), Die Prins van Pretoria (1992), Soweto Green (1995), 'n Paw Paw Vir My Darling (2015), Twee Grade van Moord (2016).